# Vinogradarstvo
Vinogradarstvo je poljoprivredna grana koja se bavi uzgojem europske (domaće, plemenite) vinove loze (Vitis vinifera) i proizvodnjom grožđa. Obuhvaća također i uzgoj drugih vrsta loze iz roda Vitis, njihovih križanaca i hibrida radi proizvodnje loznih podloga plemenitoj vinovoj lozi.
Vinova loza uspijeva u umjerenoj klimatskoj zoni. Na sjevernoj polutci uspijeva otprilike između 30° i 50° paralele, a na južnoj polutci uspijeva uspijeva između 30° i 40° paralele, gdje srednja godišnja temperatura nije niža od 8°C ni viša od 20°C, srednja temperatura u doba vegetacije između 16 i 20°C, a temperatura u doba mirovanja loze ne pada ispod –15°C.
Najveći svjetski proizvođači grožđa i vina su Francuska, Italija, Španjolska, Sjedinjene Američke Države, Argentina i dr.

## Vinogradarstvo u Hrvatskoj
Hrvatska je 2002. godine imala pod vinogradima 62 000 ha ili 0,394% od ukupnih svjetskih površina.
Hrvatski Zakon o vinu svrstava prema vinskim odlikama vinove loze u skupine loza uzgoj kojih je preporučen, dopušten, privremeno dopušten ili zabranjen. U Hrvatskoj za pojedine podregije Pravilnikom o Nacionalnoj listi priznatih kultivara vinove loze preporučuje ukupno 92 kultivara.

### Revitalizacija autohtonih sorata
U Hrvatskoj je pokrenut projekt Model revitalizacije autohtonih sorata vinove loze. Razlog je što se danas na globalnom svjetskom tržištu sve više traže specifični i autohtoni proizvodi jer baš oni postižu i sve bolju cijenu. Hrvatska je vrlo bogata autohtonim sortimentom vinove loze, ali su do danas mnoge od njih dovedene na rub izumiranja. U prošlosti su neke od tih sorata u prošlosti bile vrlo cijenjene, ali su zbog raznih razloga ne pod utjecajem čovjeka (poput propadanja vinograda zbog pojave bolesti i štetnika podrijetlom iz Amerike) ili kao posljedica ljudskog čimbenka (orijentacija ka visokim prinosima u vrijeme socijalizma i dr.) te sorte gotovo su postupno nestale iz proizvodnje. Posljedica je da ih se danas uglavnom može naći sporadično, u mješovitim nasadima. Proizvođači danas malo znaju što i kako s tim sortama, te o njihovim gospodarskim i tehnološkim svojstvima vrlo slabo. Revitalizirati je teškog zbog nedostatka (kvalitetnog) sadnog materijala, zatim sorte vrlo uskog areala rasprostranjenosti i koje su se uzgajale na užim vinogradarskim područjima (često u vinorodnoj regiji Primorske Hrvatske) gdje je samo mali broj autohtonih sorata raširen u više vinogorja, zbog čega se autohtone sorte mora sustavno revitalizirati.
Glavne vinogradarske svetkovine su: Vincekovo, Urbanovo, Bartolovo i Martinje.

## Zelena berba grožđa
Zelena berba grožđa je vrsta berbe grožđa. Njome se s vinove loze ubiru grozdovi koji su još nezreli tj. zeleni. Bere ih se prije vremena da bi bilo manje grozdova preostalo na lozi. Prinos je time smanjen. Trsu tako svu preostalu energiju i proizvodnju biljnih sokova usmjerava na manji broj preostalih grozdova koji su zbog toga veće kakvoće i grožđe je zdravije.

## Države s najvećim površinama vinograda u svijetu 2007.[6]
| R. broj | Zemlja            | Površina u tis. ha |
| ------- | ----------------- | ------------------ |
| 01.     | Španjolska        | 116914,85          |
| 02.     | Francuska         | 86711,02           |
| 03.     | Italija           | 80010,16           |
| 04.     | Turska            | 5256,67            |
| 05.     | Kina              | 5006,35            |
| 06.     | SAD               | 4095,19            |
| 07.     | Iran              | 3384,29            |
| 08.     | Portugal          | 2483,15            |
| 09.     | Argentina         | 2312,93            |
| 10.     | Rumunjska         | 2052,60            |
|         | Ukupno 10 vodećih | 529267,21          |
|         | Ukupno ostali     | 257932,79          |
|         | Sveukupno svijet  | 7871100,00         |

## Poveznice
- Dodatak:Popis hrvatskih autohtonih vinskih sorta
- Dodatak:Popis vinogradarskih podregija u Republici Hrvatskoj
- Dodatak:Popis nekih sorti bijelog vina
- Dodatak:Popis nekih sorti crnog vina
- Vincekovo
- Martinje
- Klijet
- Poljoprivreda

## Vanjske poveznice
- Ministarstvo poljoprivrede (hrv.)
- Vinogradarstvo.hr (hrv.)
- Vino - Hrvatska Enciklopedija (hrv.)
- Narodne novine 53 29.04.2014 Pravilnik o Nacionalnoj listi priznatih kultivara vinove loze
- Narodne novine 159 17.11.2004 Pravilnik o Nacionalnoj listi priznatih kultivara vinove loze
- Croatian Wine Organization  Arhivirana inačica izvorne stranice od 10. srpnja 2017. (Wayback Machine)

Sestrinski projekti
|  | Zajednički poslužitelj ima još gradiva o temi Vinogradarstvo |